# Мегалополіс (урбанізація)

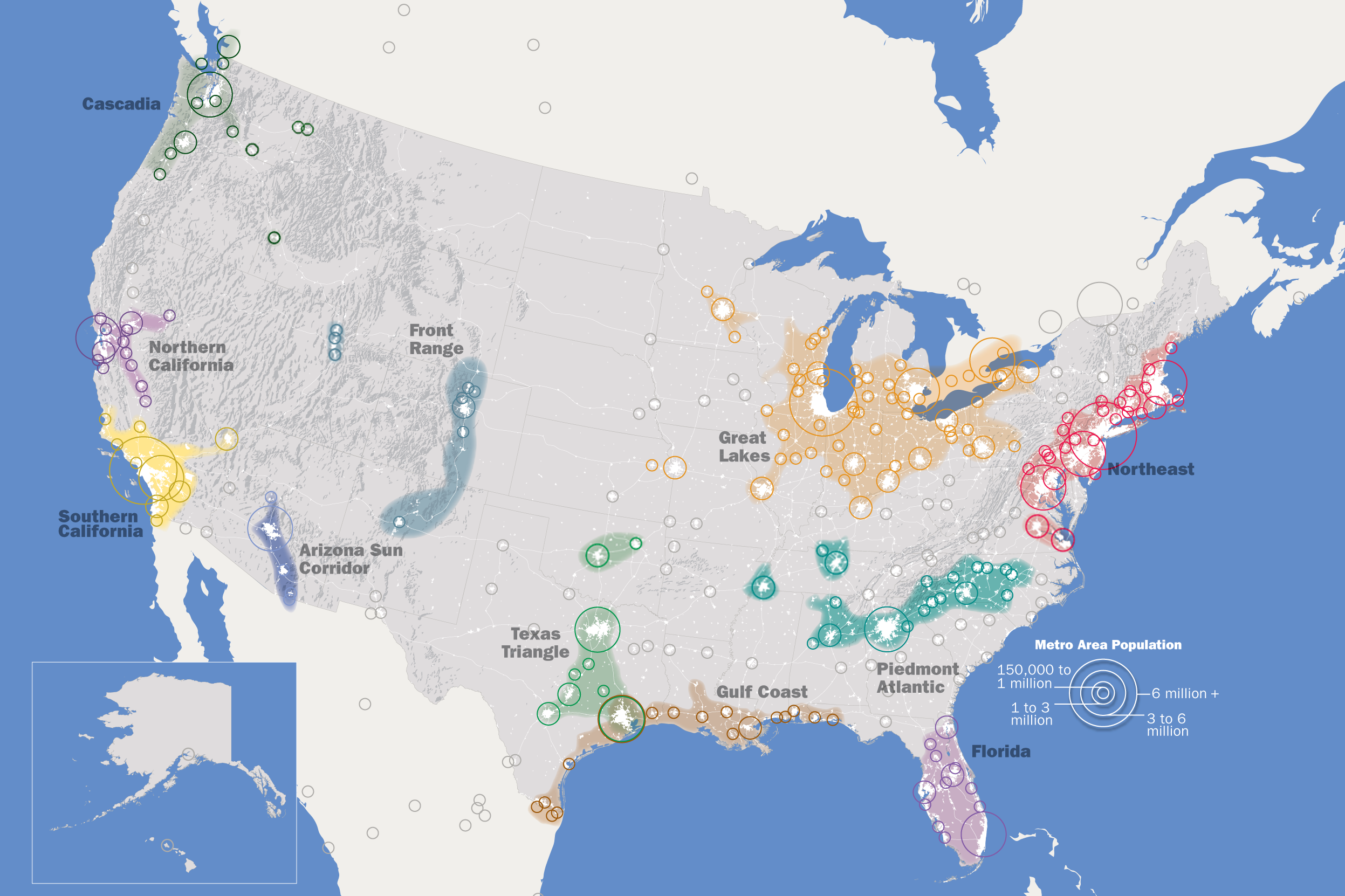
Карта утворення мегалополісів у США

Мегалопо́ліс (від дав.-гр. μεγας, родовий відмінок μεγαλου — великий і πολης — місто) — надто урбанізована форма міського розселення, що склалася стихійно, розповсюджена у кількох високорозвинених країнах та обумовлена високою концентрацією населення (густота населення в мегалополісах США — 2,7 осіб/га, у Японії, Великій Британії, Німеччині — 8-10 осіб/га). Група агломерацій населених пунктів, коли на основі територіальної концентрації господарства стихійно формуються високо урбанізовані зони як форми міського розселення. Мегалополіс може об'єднувати сотні поселень і десятки мільйонів населення.
Мегалополіс не є суцільною забудовою, 90 % його території — відкриті простори. Усі частини мегалополісу пов'язані економічно.
Зрештою, мегалополіс є найкомпактнішою формою поселення, що утворюється при зростанні великої кількості сусідніх міських агломерацій. Термін утворився від назви давньогрецького міста Мегалополь, що утворилось внаслідок злиття більш ніж 35 поселень Аркадії.
Характерні риси мегаполіса:
- лінійний характер забудови, витягнутої уздовж транспортних магістралей;
- спільна поліцентрична структура, зумовлена взаємодією відносно близько розташованих великих міст;
- порушення екологічної рівноваги між діяльністю людини і природним середовищем.

Вперше термін був застосований для позначення суцільної міської забудови (довжиною понад 1000 км і шириною, місцями, до 200 км) уздовж Атлантичного узбережжя США — пов'язані між собою агломерації Бостона, Нью-Йорка, Філадельфії, Балтимора, Вашингтона (населення понад 40 млн осіб) — Босваш.

## Найбільші мегалополіси
- Блакитний банан (Західна Європа) (110 млн осіб);
- Токайдо (від Токіо до Осаки-Кобе-Кіото) в Японії (70 млн осіб);
- Чипіттс (від Чикаґо до Піттсбурга) у США (56 млн осіб);
- Босваш (від Бостона до Вашингтона) у США (52 млн осіб);
- Москва (Москва та Московська область, Росія) (близько 20 млн осіб);
- Сансан (мегаполіс) (від Сан-Дієго до Сан-Франциско) у США (20 млн осіб);
- Рейнсько-Рурський (нижньою та середньою течією Рейну) в Німеччині й Нідерландах;
- Англійський (від Лондона до Ліверпуля) у Великій Британії;
- Найбільша міська агломерація Латинської Америки — бразильський мегалополіс, утворений злиттям агломерацій Ріо-де-Жанейро та Сан-Паулу (близько 39 млн осіб).